# Zigla-Koulpélé
Ne doit pas être confondu avec Zigla-Polacé.
Zigla-Koulpélé est une localité située dans le département de Garango de la province du Boulgou dans la région Centre-Est au Burkina Faso.

## Démographie
| 2003  | 2006  | 2012 |
| ----- | ----- | ---- |
| 4 476 | 4 001 | -    |

## Santé et éducation
Zigla-Koulpélé accueille un centre de santé et de promotion sociale (CSPS) tandis que le centre médical avec antenne chirurgicale (CMA) se trouve à Garango.
Le village possède deux écoles primaires publiques (A et B).